# هياكو
هياكو (باليابانية: ヒャッコ، بالروماجي: Hyakko) هي سلسلة مانغا يابانية من تأليف هارواكي كاتو. نشرت من قبل فليكس كوميكس [الإنجليزية] علي موقع فليكس كوميكس بلاد في 12 يوليو عام 2006 حتى عام 2012، وتكونت من 7 مجلدات. أنتجت إلى مسلسل أنمي تلفزيوني من قبل استوديو نيبون أنيميشن، عرض منذ 1 أكتوبر عام 2008 واستمر عرضه حتى 24 ديسمبر عام 2008، وتكون من 13 حلقة، وحلقة أوفا صدرت في 17 أكتوبر عام 2009.

## القصة
تدور أحداث القصة في أكاديمية كاميزونو الثانوية، وهي مؤسسة خاصة تقع في مدينة كيوشو في اليابان، لتطوير مواهب الطلاب في جميع الأقسام والمجالات، تتابع القصة الحياة المدرسية الكوميدية لاربع فتيات في الفصل 1-6، حيث يتمتع كل طالبة بشخصية فريدة وغير عادية.

## الشخصيات

### الشخصيات الرئيسية
توراكو كاغياما (باليابانية: 上下山 虎子، بالروماجي: Kageyama Torako)
أداء صوتي: فوميكو أوريكاسا
تاتسوكي إيزوكا (باليابانية: 伊井塚 龍姫، بالروماجي: Iizuka Tatsuki)
أداء صوتي: ميتشيكو نيا
سوزومي تاوتومي (باليابانية: 早乙女 雀، بالروماجي: Saotome Suzume)
أداء صوتي: يوريكا أوتشياي
أيومي نونومورا (باليابانية: 能乃村 歩巳، بالروماجي: Nonomura Ayumi)
أداء صوتي: أيا هيرانو

### الفصل 1-6
نينا أندو (باليابانية: 杏藤 子々، بالروماجي: Andō Nene)
أداء صوتي: فوجيتا ماسايو
أوشيو ماكونوتشي (باليابانية: 幕之内 潮، بالروماجي: Makunouchi Ushio)
أداء صوتي: يوكو كايدا
كوما كوباباشي (باليابانية: 古囃 独楽، بالروماجي: Kobayashi Koma)
أداء صوتي: هيروكو إيغاراشي
تشي سوزوغازاكي (باليابانية: 涼ヶ崎 知恵، بالروماجي: Suzugazaki Chie)
أداء صوتي: يوي هوريه
إينوري تسوبوميا (باليابانية: 蕾家 祈، بالروماجي: Tsubomiya Inori )
أداء صوتي: ساتومي ساتو
ميناتو أوبا (باليابانية: 大場 湊兎، بالروماجي: Ōba Minato)
أداء صوتي: أسوكا ناكاسي
توما كازاماتسوري (باليابانية: 風茉莉 冬馬، بالروماجي: Kazamatsuri Tōma)
أداء صوتي: هوكو كواشيما
هيتسوغي نيكايدو (باليابانية: 弐街道 火継، بالروماجي: Nikaidō Hitsugi)
أداء صوتي: مانا أوغاوا

### شخصيات أخرى
شيشيمارو سينغوكو (باليابانية: 戦国 獅々丸، بالروماجي: Sengoku Shishimaru)
أداء صوتي: كينجي تاكاهاشي
ياناغي كيوغوكو (باليابانية: 京極 柳، بالروماجي: Kyōgoku Yanagi)
أداء صوتي: أتسوشي كوساكا
كيتسوني كاغياما (باليابانية: 上下山 狐، بالروماجي: Kageyama Kitsune)
أداء صوتي: هيرويوكي يوشينو
أونيوري كاغياما (باليابانية: 上下山 鬼百合، بالروماجي: Kageyama Oniyuri)
أداء صوتي: هيروكو كاساهارا
كيويتشيرو أماغاسا (باليابانية: 傘 叶一狼، بالروماجي: Amagasa Kyōichirō)
أداء صوتي: كيجي فوجيوارا
تايغا نيشيزونو (باليابانية: 西園 大河، بالروماجي: Nishizono Taiga)
أداء صوتي: تشافورين
يوكي ياغي (باليابانية: 八木 ユキ، بالروماجي: Yagi Yuki)
أداء صوتي: يوكي غوتو

## وصلات خارجية
- موقع الأنمي الرسمي باللغة اليابانية
- هياكو على موقع تلفزيون طوكيو باللغة اليابانية
- Hyakko Blog باللغة اليابانية
- Yahoo! Comic's Website for Hyakko باللغة اليابانية
- هياكو على موقع ANN manga (الإنجليزية)